# Vårstjärna
Vårstjärna (Scilla forbesii) är en växtart i familjen Sparrisväxter från västra Turkiet. Arten odlas som trädgårdsväxt i Sverige. Tidigare har arten förts till vårstjärnasläktet (Chionodoxa) tillsammans med några andra arter. Dessa förs numera till blåstjärnesläktet (Scilla).

## Bilder

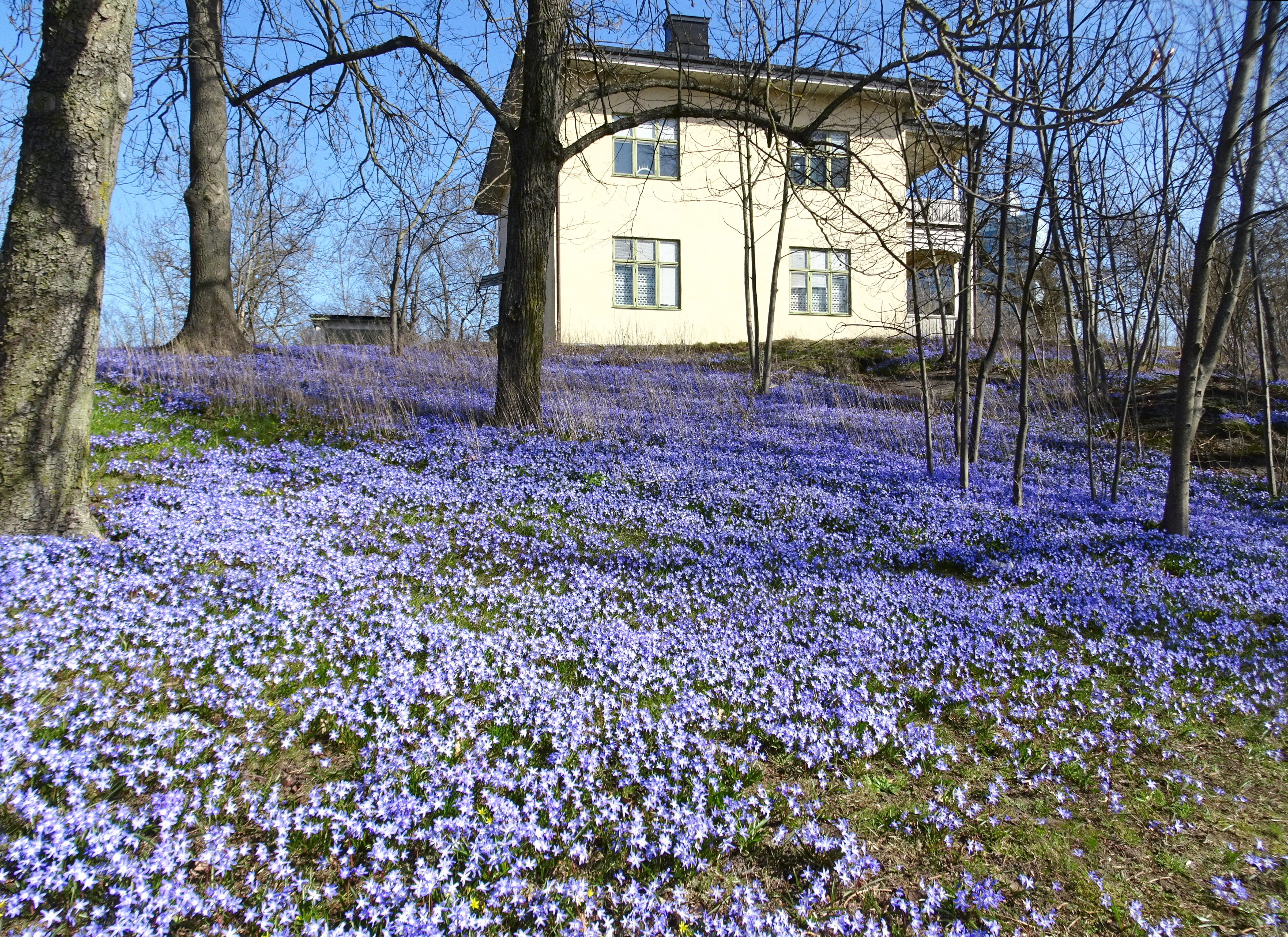
Vårstjärnan blommar i backen framför Villa Elfkullen vid Älvsjö gård i Stockholm, 4 april 2021.

## Synonymer
- Chionodoxa forbesii Baker
- Chionodoxa luciliae var. alba . hort.
- Chionodoxa siehei Stapf
- Chionodoxa tmolusi Whittall
- Scilla forbesii (Baker) F.Speta
- Scilla siehei (Stapf) F.Speta
- Scilla tmoli (Whittall) F.Speta